# بقعه میرشمس‌الدین لاهیجانی
بقعه میر شمس الدین لاهیجانی مربوط به دوره صفوی است و در لاهیجان، خیابان شهدا واقع شده و این اثر در تاریخ ۲۳ فروردین ۱۳۴۶ با شمارهٔ ثبت ۶۴۶ به‌عنوان یکی از آثار ملی ایران به ثبت رسیده است.
اين آرامگاه در محلهٔ اردو بازار لاهيجان قرار دارد. بالاى تاق‌نماهاى هشت‌گانه بنا، ميان دو حاشيهٔ گچ‌برى شده،   قصيده‌اى ۱۵ بيتى با خط نستعليق خوش گچ‌برى شده است. 
اين بنا داراى يک حياط در مرکز و سه ايوان در جبهه‌هاى شمال، شرق و غرب است. طول و عرض کلی بقعه ۵/ ۱۵ در ۵/ ۱۵ متر است دیوارهای بنا از نوع دیوارهای باربر آجری ساده و به صورت راسته چین است. ضخامت دیوارها بین ۴۰ تا ۴۵ سانتیمتر است. چهار در ورودی در چهار جهت اصلی نصب و بالای هر یک خفنگی تعبیه شده است. خفنگ بالای درهای جنوبی و شرقی از ترکیب گره چینی چوبی و شیشه های رنگی است.